# Sant'Antonino (Treviso)
Sant'Antonino (Santo Tonin in veneto) è un sobborgo di Treviso.

## Geografia fisica
L'abitato si sviluppa lungo strada di Sant'Antonino (SP 67 "Jesolana"), ponendosi tra il centro storico di Treviso e Casier.
Nelle immediate vicinanze, proprio presso la chiesa, scorre il Sil Morto, corso d'acqua che segue l'antico tracciato del Sile prima che questo fosse deviato più a nord, per esigenze produttive, dalla ditta "Chiari e Forti" (1954). Qui sfociano lo scolo Fuin e il fosso Dosson.

## Storia
All'epoca della Serenissima, Sant'Antonino rappresentava una Villa delle Cerche, ovvero uno dei villaggi del suburbio di Treviso. Apparteneva al quartiere Mestrina di Sotto della Podesteria locale.

## Monumenti e luoghi d'interesse

### La parrocchiale
L'attuale parrocchiale trae origine da una piccola chiesetta fondata da un gruppo di battellieri del Sile. Questi erano particolarmente devoti a Sant'Antonino, al quale era dedicato un sacello della Laguna Veneta posto lungo la tratta che erano soliti percorrere nei loro viaggi da e per Venezia. La parrocchia è tuttora nota come Sant'Antonino d'Aspà (in veneto "palude", "acqua lenta").
Successivamente la costruzione fu rimaneggiata e ampliata e assunse le forme attuali nel 1749. Già cappella del duomo di Treviso, la parrocchia fu istituita nel 1853 e nel 1904 la chiesa fu eretta ad arcipretale.
Tra le varie opere qui conservate, vanno ricordate la novecentesca pala dell'altare maggiore, raffigurante il Martirio di Sant'Antonino, opera di Rachele Tognana; una Madonna del Rosario con i santi Domenico e Rosa da Lima attribuita a Gaetano Zompini; un San Giuseppe con Gesù bambino, forse di Francesco Maggiotto; una Madonna del Carmelo, pala settecentesca di autore ignoto; una tela ottocentesca raffigurante Sant'Antonio.
Merita un cenno la casa canonica, del XVII secolo.
Il concerto campanario
Il campanile è dotato di un concerto di tre campane in Mib 3 calante, fuse dall'antica fonderia Pietro Colbachini di Bassano nel 1860 (l'iscrizione su ognuna di esse è "Opus Petri Colbachini Bassanensis 1860"). Inoltre, è presente un "sonello" di nota Mib 4 fuso dalla pontificia Fonderia Daciano Colbachini e figli in Padova nel 1986 ed è dedicato al martire diacono Sant'Antonino.
L'organo
Le prime fonti riguardanti un organo di fattura veneta nell'arcipretale di S.Antonino, risalgono al 1830, anno di morte di un tale "Beniamino Grespan di Vincenzo, organista e fabbriciere di questa chiesa", come si legge nella la lapide funeraria posta sul muro esterno dell'altare di San Giuseppe, a lato della porta laterale. Si conosce anche un altro dato: secondo il resoconto di una visita pastorale nei primi anni del '900 esisteva un organo in cantoria restaurato dai fratelli Giacobbi. Al fine di adeguare la chiesa alle norme del Concilio Vaticano II, l'organo e la cantoria vennero smantellati, e non se ne conosce tutt'oggi il destino. Fu quindi acquistato un organo dalla ditta "L'Organaria" di Padova e fu collocato nella cappella laterale di sinistra della seconda campata della navata. Attualmente è in disuso per le non buone condizioni in cui giace.
- Costruttore: L'Organaria di Maritan e Giacon
- Anno: 1960
- Registri: 11
- Canne: 800
- Trasmissione: elettrica
- Consolle:  indipendente
- Tastiere: 2 di 61 note (Do1-Do6)
- Pedaliera: concavo-radiale di 32 note (Do1-Sol3)
- Collocazione: in cappella laterale di sinistra al centro della navata

| I - Grand'Organo |    |
| Principale       | 8' |
| Flauto           | 8' |
| Ottava           | 4' |
| Decima Quinta    | 2' |
| Ripieno 4 file   |    |

| II - Espressivo |        |
| Gamba           | 8'     |
| Bordone         | 8'     |
| Flauto          | 4'     |
| Nazardo         | 2.2/3' |
| Voce celeste    | 8'     |
| Coro viole      | 8'     |

| Pedale   |     |
| Subbasso | 16' |
| Bordone  | 8'  |

### Ville
Specialmente lungo strada di Sant'Antonino sorgono numerose ville del XIX secolo: villa Tognana, villa Gregorj, villa Cappeller, villa Della Rovere, villa Carrer.

#### Villa Tognana
L'espansione urbana ha eliminato il rapporto visivo che questo edificio ottocentesco aveva probabilmente con il Sile. L'edificio principale è circondato da un giardino imperniato su una vasca circolare con fontana.
La villa si sviluppa su tre piani. L'alto camino sul lato orientale rompe un po' la rigida simmetria che caratterizza la facciata, appena movimentata da una sporgenza al centro. La monofora centrale, protetta dal poggiolo con balaustra in ferro battuto, è sormontata da un frontoncino triangolare. Lo stesso motivo finestra-frontone si ripete su tutto il piano nobile e sul portone d'ingresso al piano terra.
Unico elemento che si discosta dalla severità dell'edificio è un pannello rettangolare decorato a motivi geometrici, posto al centro del terzo piano.

#### Villa Gregorj
Fu dei proprietari della vicina fornace Guerra Gregorj, nota a livello internazionale anche come centro d'arte in cui operò, tra gli altri, Arturo Martini.
L'edificio è della seconda metà dell'Ottocento. Il complesso si articola nella villa vera e propria, a tre piani, affiancata da due ali più basse per parte e dalla foresteria all'estremità occidentale. Le facciate delle ali sono ornate da due fasce in ceramica colorata raffiguranti scene campestri. Dall'ala est spicca un camino con girandola in ferro battuto a forma di anatra.
Al limite occidentale della proprietà sorge una serra. Particolarmente rilevante è il parco, con specie botaniche di grande interesse. Dei vari edifici di servizio, notevole è il barceau di legno acquistato a Parigi nel 1909.

#### Villa Della Rovere
Il complesso era in origine molto più vasto, ma le recenti trasformazioni urbanistiche (come l'adiacente tangenziale) lo hanno notevolmente modificato. Nel Settecento era proprietà di don Agostino d'Onigo che lo concedeva a livello. Fu notevolmente rimaneggiata nei secoli successivi.
La facciata risulta priva di sostegno geometrico, con la presenza di due finestre rettangolari poste lungo l'asse centrale e ripetute su tutti e tre i piani. Al primo, le aperture sono tutte collegate da una fascia marcadavanzale e bordate da una cornice che si estende nella parte superiore sino alla cimasa modanata.

#### Villa Carrer
Si affaccia sulle rive del Sil Morto. Il parco circostante è stato sistemato di recente, e Giuseppe Mazzotti ricorda che nel secondo dopoguerra furono abbattute le suggestive piante d'alto fusto che si specchiavano sul fiume.
L'edificio, che presenta sobrie linee neoclassiche, è stato molto rimaneggiato nel 1913 ed è stato restaurato di recente. Si sviluppa su tre piani, divisi da fasce marcapiano, che si concludono con una semplice cornice modanata e il sovrastante tetto a piramide. Diversamente da altre ville della zona, è la facciata secondaria a rivolgersi al fiume.